# Alecxi Sánchez
Alecxi José Sánchez Ortiz (Venezuela, siglo XX-Argentina, 30 de enero de 2024) fue un médico y activista venezolano. 

## Biografía
Sánchez fue voluntario de la organización no gubernamental Médicos Unidos de Venezuela, donde fue director del capítulo Táchira y vocero. En 2019 colaboró con la distribución de la ayuda humanitaria en el estado, organizando una marcha desde San Cristóbal hasta la frontera con Colombia. Médicos Unidos denunció hostigamiento en contra de Sánchez el mismo año como resultado del ejercicio del derecho de expresión.